# Jared Brownridge
Jared Brownridge (Garland, 13 novembre 1994) è un cestista statunitense.

## Statistiche

### College
| Anno      | Squadra          | PG  | PT  | MP   | TC%  | 3P%  | TL%  | RP  | AP  | PRP | SP  | PP   |
| --------- | ---------------- | --- | --- | ---- | ---- | ---- | ---- | --- | --- | --- | --- | ---- |
| 2013-2014 | S. Clara Broncos | 33  | 33  | 33,5 | 45,4 | 43,6 | 86,2 | 2,6 | 2,3 | 0,7 | 0,1 | 17,2 |
| 2014-2015 | S. Clara Broncos | 32  | 32  | 33,7 | 44,1 | 43,3 | 86,2 | 2,9 | 2,5 | 1,1 | 0,1 | 15,9 |
| 2015-2016 | S. Clara Broncos | 31  | 31  | 35,8 | 39,7 | 38,6 | 83,2 | 3,2 | 2,3 | 0,7 | 0,2 | 20,6 |
| 2016-2017 | S. Clara Broncos | 33  | 32  | 37,1 | 40,9 | 36,9 | 81,0 | 2,7 | 2,8 | 1,0 | 0,1 | 18,1 |
| Carriera  | Carriera         | 129 | 128 | 35,0 | 42,3 | 40,3 | 83,9 | 2,8 | 2,5 | 0,9 | 0,1 | 17,9 |

### G League
| Anno       | Squadra         | PG  | PT | MP   | TC%  | 3P%  | TL%  | RP  | AP  | PRP | SP  | PP   |
| ---------- | --------------- | --- | -- | ---- | ---- | ---- | ---- | --- | --- | --- | --- | ---- |
| 2017-2018  | Delaware 87ers  | 2   | 1  | 21,9 | 50,0 | 50,0 | -    | 0,5 | 0,0 | 0,5 | 0,0 | 8,5  |
| 2018-2019  | Del. Blue Coats | 49  | 27 | 29,1 | 41,9 | 39,8 | 77,8 | 2,2 | 2,3 | 0,7 | 0,1 | 15,9 |
| 2019-2020  | Del. Blue Coats | 42  | 7  | 24,3 | 44,4 | 38,5 | 71,4 | 2,5 | 2,2 | 0,7 | 0,0 | 15,3 |
| 2020-2021  | Del. Blue Coats | 15  | 3  | 24,9 | 42,6 | 40,2 | 85,0 | 1,9 | 1,9 | 0,7 | 0,1 | 12,3 |
| 2021-2022  | Del. Blue Coats | 45  | 27 | 24,3 | 40,2 | 37,4 | 74,2 | 2,2 | 2,0 | 0,7 | 0,2 | 11,4 |
| 2022-2023† | Del. Blue Coats | 28  | 4  | 18,8 | 36,3 | 37,4 | 70,0 | 2,1 | 1,8 | 0,4 | 0,1 | 6,6  |
| 2023-2024  | Del. Blue Coats | 50  | 30 | 21,7 | 40,7 | 41,7 | 66,7 | 1,5 | 1,7 | 0,4 | 0,1 | 8,4  |
| Carriera   | Carriera        | 231 | 99 | 24,1 | 41,6 | 39,3 | 75,4 | 2,1 | 2,0 | 0,6 | 0,1 | 11,9 |